# 1928年アムステルダムオリンピックのスイス選手団
1928年アムステルダムオリンピックのスイス選手団（1928ねんアムステルダムオリンピックのスイスせんしゅだん）は、1928年7月28日から8月12日にかけてオランダのアムステルダムで開催された1928年アムステルダムオリンピックのスイス選手団、およびその競技結果。

## 概要
今大会は金メダル7個、銀メダル4個、銅メダル4個の合計15個のメダルを獲得した。

## メダル
| メダル | 選手名             | 競技       | 種目               |
| ------ | ------------------ | ---------- | ------------------ |
| 金     | ジョルジュ・ミーツ | 体操       | 男子個人総合       |
| 金     | ジョルジュ・ミーツ | 体操       | 男子鉄棒           |
| 金     | ヘルマン・ヘンギ   | 体操       | 男子あん馬         |
| 金     | オイゲン・マック   | 体操       | 男子跳馬           |
| 金     | [[]]               | 体操       | 男子団体総合       |
| 金     | [[]]               | レスリング | 男子ミドル級       |
| 金     | [[]]               | ボート     | 舵付きペア         |
| 銀     | ヘルマン・ヘンギ   | 体操       | 男子個人総合       |
| 銀     | ジョルジュ・ミーツ | 体操       | 男子あん馬         |
| 銀     | [[]]               | レスリング | 男子ライトヘビー級 |
| 銀     | [[]]               | ボート     | 舵付きフォア       |
| 銅     | オイゲン・マック   | 体操       | 男子鉄棒           |
| 銅     | ヘルマン・ヘンギ   | 体操       | 男子平行棒         |
| 銅     | [[]]               | 馬術       | 障害飛越個人       |
| 銅     | [[]]               | レスリング | 男子フェザー級     |